# Friedrich Wolf (Chorleiter)

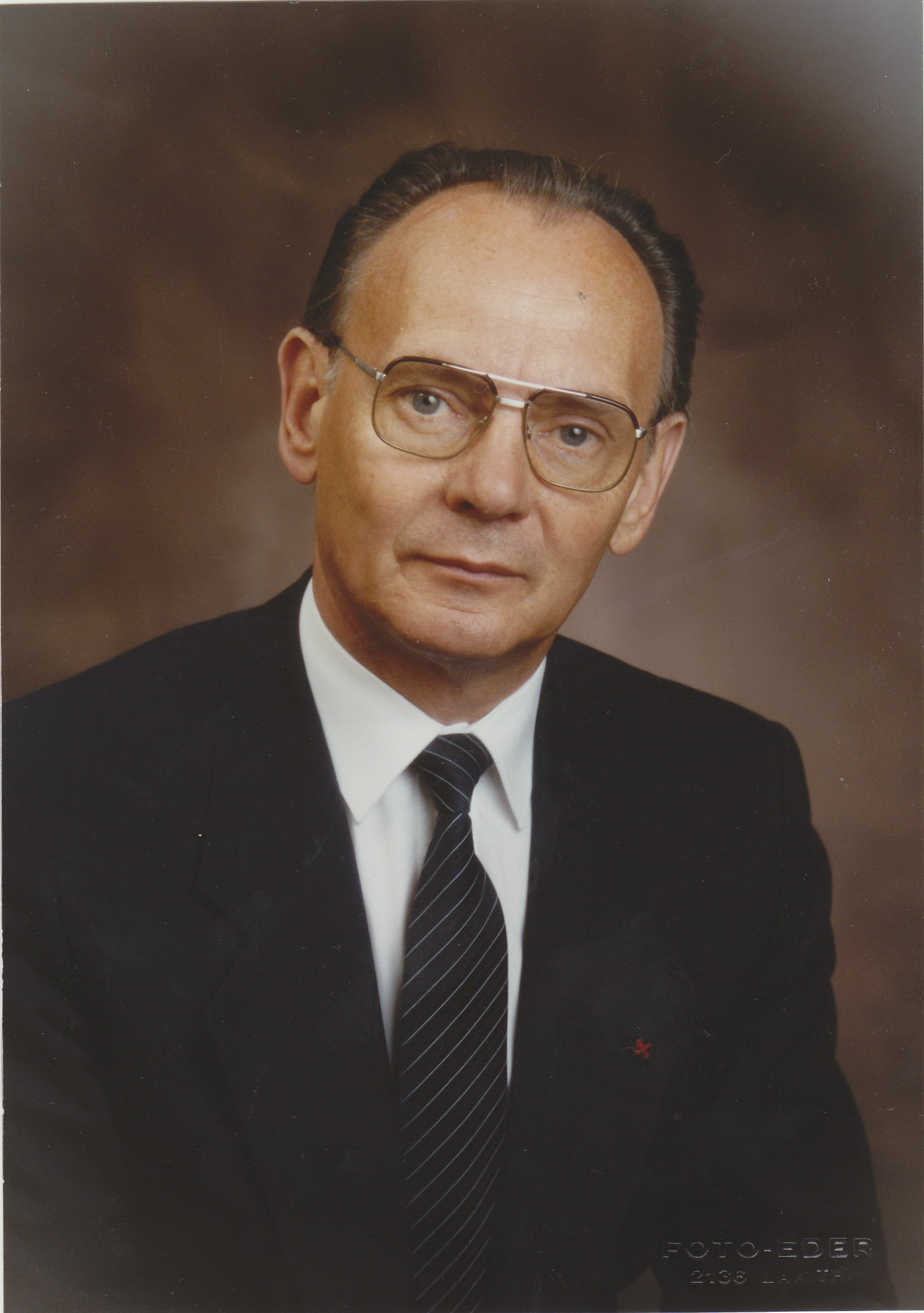
Friedrich Wolf (1997)

Friedrich Wolf (* 5. April 1935 in Loosdorf, Bezirk Mistelbach, Niederösterreich; † 14. Dezember 2008 in Wien) war ein österreichischer Chorleiter, Musikpädagoge und Komponist. Er war Gründer der Chorvereinigung St. Augustin.

## Leben
Friedrich Wolf studierte an der damaligen Akademie für Musik und darstellende Kunst in Wien Chorleitung bei Reinhold Schmid sowie Komposition bei Otto Siegl und legte im Jahre 1962 seine Diplomprüfung mit vorzüglichem Erfolg ab. Daneben belegte er Vorlesungen in Musikwissenschaft an der Universität Wien.
Ab 1980 hatte er einen Lehrauftrag für Didaktik der Musikerziehung und Klavier an der Pädagogischen Akademie des Bundes in Wien inne, wo er 1983 zum Professor ernannt wurde.
1985 erhielt er an der nunmehrigen Hochschule für Musik und darstellende Kunst in Wien den akademischen Grad Magister artium für die wissenschaftliche Aufarbeitung des kirchenmusikalischen Œuvres des böhmischen Komponisten und Mozart-Zeitgenossen Wenzel Pichl.
Als Organist war er von 1955 bis 1974 an der Wiener Karlskirche tätig. 1957 wurde er zum Leiter der Kirchenmusik an der Servitenkirche in Wien-Alsergrund berufen, an der er bis 1970 wirkte. In dieser Zeit übertrug der österreichische Rundfunk 10 Hochämter mit klassischer und zeitgenössischer österreichischer Kirchenmusik (Werke von Hans Bauernfeind, Vinzenz Goller, Josef Lechthaler, Ernst Tittel, Otto Siegl u. a.).
Im Herbst 1969 wurde er zum Regens chori an der Kirche St. Augustin in Wien-Innere Stadt ernannt, wo er ein Zentrum für klassische, romantische wie auch zeitgenössische Kirchenmusik aufbaute. 1971 gewann der Chor von St. Augustin unter seiner Leitung den 2. Preis beim 8. Internationalen Chorwettbewerb in Spittal an der Drau mit der Interpretation von Motetten der Komponisten Orlando di Lasso, Anton Bruckner und Anton Heiller.
Von 1969 bis 1993 trug er die Verantwortung für die musikalische Gestaltung von etwa 1200 Hochämtern und 80 Konzerten.
Wichtige Auftritte fanden beim Vendsyssel Festival in Dänemark, bei den „Europäischen Wochen“ in Bruneck, im Dom zu Aquileia, beim Festival Barocco in Viterbo, beim Festival di Musica Sacra in Vetralla (Italien), beim Meeting per l'amicizia fra i popoli in Rimini, beim Festival Wratislavia Cantans in Breslau (Polen) statt.
Anlässlich einer Festmesse im Petersdom in Rom führte er 1986 die G-Dur-Messe von Franz Schubert auf. Diesem Auftritt folgte 1987 eine Einladung zur Papstmesse zu Peter und Paul im Dom von St. Peter in Rom, bei der er die Messe in e-Moll von Anton Bruckner dirigierte. Zum 200. Todestag von Wolfgang Amadeus Mozart erklang unter seiner Leitung Mozarts „Requiem“ in der Matthiaskirche in Budapest.
1993 wandelte er den „Chor von St. Augustin“ zur „Chorvereinigung St. Augustin“ um, die nach einigen Zwischenstationen ab 1994 eine neue Wirkstätte in der Universitätskirche Wien (Jesuitenkirche) in Wien-Innere Stadt fand. Neben etwa 500 Hochämtern mit großen Kirchenmusikwerken gestaltete er mit diesem Ensemble zahlreiche Konzerte mit bedeuteten Kompositionen der Chorliteratur. 1993 brachte die „Chorvereinigung St. Augustin“ unter der Leitung von Friedrich Wolf die „Missa“ des amerikanischen Komponisten Richard Bing im Wiener Stephansdom zur österreichischen Erstaufführung. 1996 unternahm sie eine Konzertreise zum „Festival di Musica Sacra“ in Bozen und nach Brixen und Trient, 1997 führte sie „The Messiah“ von Georg Friedrich Händel in Varese/Italien auf, und im Jahr 2000 gestaltete sie ein Festkonzert zum 250. Geburtstag von Antonio Salieri im Teatro Salieri in Legnano.
In seiner reichen Diskographie, die alle gängigen Messkompositionen der Wiener Klassik und wichtige Werke der Romantik umfasst, sind die Gesamtaufnahme aller Schubert-Messen, die Einspielung des Requiems und der e-Moll-Messe von Bruckner, Dvořáks Messe in D-Dur, Beethovens C-Dur-Messe und das Brahms-Requiem besonders zu erwähnen.
Mit der Christmette 2003 beendete Friedrich Wolf seine langjährige Tätigkeit als Chorleiter der „Chorvereinigung St.Augustin“.
In seinen letzten Lebensjahren widmete er sich vermehrt dem Orgelspiel in Messen und Konzerten in seiner Heimat Laa an der Thaya und Mistelbach/NÖ und stellte von 2005 bis zu seinem Tod seine Erfahrung als Chorleiter und Komponist dem „Seniorenchor Land um Laa“ zur Verfügung. Mit diesem Chor kam es 2007 unter seiner Leitung zur Uraufführung seiner „Missa Mariana“.
Friedrich Wolf wurde am Döblinger Friedhof (Gruppe 36, Reihe 5, Nummer 35) in Wien bestattet.

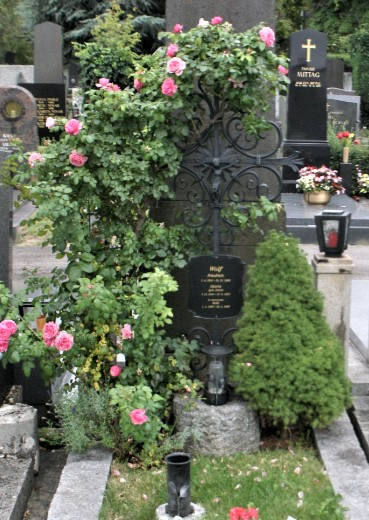
Grabstätte von Friedrich Wolf

## Werke
- Lateinische Messe für Soli, Chor, Holzbläser und Orgel. Uraufführung 1960
- Deutsches Ordinarium für Vorsänger, Volk, Chor, Orgel und Bläser. Uraufführung 1967[3]
- „Missa Mariana“ nach Marienliedern. Uraufführung 2007
- Mehrere „Deutsche Proprien“
- Lateinische Motetten
- Liedbearbeitungen für den Advent und die Fastenzeit
- Weihnachtsliedbearbeitungen für Singstimme und Instrumente
- Zahlreiche Liedsätze zum „Gotteslob“
- Volksliedsätze

## Auszeichnungen und Ehrungen
- 1977 Ehrenmitgliedschaft der Wiener Mozartgemeinde und Ehrenmitgliedschaft der Joseph-Haydn-Gesellschaft Wien
- 1980 Ritterkreuz des Hl. Silvester
- 1987 Silbernes Ehrenzeichen für Verdienste um die Republik Österreich[4], S. 1648
- 1990 Goldenes Verdienstzeichen des Bundeslandes Wien
- 1991 Silbermedaille per L'AMICIZIA FRA I POPOLI (Rom)
- 1992 Berufstitel Oberstudienrat
- 2002 Stephanusorden in Silber
- 2004 Österreichisches Ehrenkreuz für Wissenschaft und Kunst I. Klasse